# Spiriferida
Spiriferida (Spiriferiden) sind ein ausgestorbenes Taxon von Armfüßern (Brachiopoda) mit geradem, meist langem Schlossrand, einer meist impunctaten Schale und einem spiraligen (=helicopegmaten) Armgerüst. Sie bilden zusammen mit den Protorthida, Orthida, Rhynchonellida, Atrypida, Athyridida und Terebratulida das Taxon Rhynchonellata, das seinerseits zum Unterstamm der Rhynchonelliformea zählt.

## Merkmale
Ihr Gehäuse besteht aus kräftig bikonvexen Klappen. Charakteristisch ist eine große Interarea in der Ventralklappe, das Delthyrium ist offen oder mit getrennten Deltidialplatten versehen. Das spiralige Armgerüst kann seitlich oder schräg nach hinten gerichtet sein. In der Erdgeschichte treten sie von Silur bis Jura auf. Besonders im Paläozoikum haben Spiriferiden einen zumindest für die grobe Altersansprache guten biostratigraphischen Leitwert. Die Gruppe wurde erstmals 1883 von Waagen benannt.

## Systematik
Die Spiriferiden teilen sich in fünf Untertaxa auf, die nach Ausbildung (Streifung) des Schlossfortsatzes, Punktierung und Berippung der Schale untergliedert sind:
- Cyrtiacea
- Suessiacea
- Spiriferacea
  - c1: Sinus und Wulst berippt
  - c2: Sinus und Wulst unberippt
- Reticulariacea
- Spiriferinacea